# NGC 6356
NGC 6356 (другие обозначения — GCL 62, ESO 588-SC1) — шаровое скопление в созвездии Змееносец.
Этот объект входит в число перечисленных в оригинальной редакции «Нового общего каталога».